# Innach
Innach ist ein Ortsteil und eine Gemarkung der Gemeinde Maitenbeth im oberbayerischen Landkreis Mühldorf am Inn. 

## Geschichte
Innach wurde erstmals im Jahr 1015 in einer Urkunde des Klosters Ebersberg als Sitz des Edlen Alaker erwähnt. Im Mittelalter bis 1804 gehörte Innach zur Freien Reichsgrafschaft Haag. Die Grafschaft gehörte nicht zu Bayern, sondern war ein eigenes selbständiges Reichsland. Nach dem Tod des letzten Fraunbergers, Graf Ladislaus von Fraunberg-Haag, wurde aber der bairische Herzog Albrecht V. 1567 mit Haag belehnt. Trotzdem blieb Haag bis 1804 eine zwar bayrisch dominierte aber „Freie, den bayrischen Kurlanden nicht eingegliederte Reichsgrafschaft“. 1818 sind in einer Urkunde für die neu errichtete Gemeinde Innach 36 Ortsteile mit 100 Häusern und 436 Einwohnern ausgewiesen. Im Jahr 1882 schlossen sich die zwei 1818 durch das bayerische Gemeindeedikt gebildeten Gemeinden Maitenbeth und Innach zusammen. Das Ortschaften-Verzeichnis von 1875 listet 39 Ortsteile für die ehemalige Gemeinde Innach auf, mit 446 Einwohnern in 89 Wohngebäuden, davon ein Dorf (Marsmaier), 21 Weiler und 17 Einöden.

## Geographie
Der Weiler liegt ca. 800 m östlich von Maitenbeth an einer Abzweigung der Kreisstraße 43. Die Gemarkung, die in ihrer Ausdehnung etwa der bis 1882 bestehenden Gemeinde entspricht, nimmt den südöstlichen Teil des Gemeindegebiets von Maitenbeth ein, mit einer Fläche von 1131,91 Hektar. Das Gebiet hatte eine Bevölkerung von 775 zum Stichtag des Zensus am 9. Mai 2011.